# Peter Sutherland
Peter Dennis Sutherland (Dublino, 25 aprile 1946 – Dublino, 7 gennaio 2018) è stato un politico e dirigente d'azienda irlandese, esponente del Fine Gael.
È stato attorney general, commissario europeo per la Concorrenza e primo direttore generale dell'Organizzazione Mondiale del Commercio. Ha ricoperto incarichi dirigenziali in grandi società multinazionali e ha svolto attività di consulenza ad alto livello.

## Estrazione e formazione
Il padre di Sutherland era un assicuratore.
Sutherland frequentò il "Gonzaga College" di Dublino. Studiò giurisprudenza presso l'University College di Dublino, laureandosi con una tesi in diritto civile. Superò l'esame di stato per la professione legale e venne riconosciuto come avvocato e consulente legale in Irlanda, Gran Bretagna e nello stato di New York.

## Carriera professionale e politica
Sutherland fu visiting professor presso la St. Louis School of Law. Dal 1968 al 1971 insegnò presso la facoltà di giurisprudenza dell'università di Dublino. Dal 1968 al 1981 Sutherland praticò la professione legale.
Nel 1973 Sutherland si candidò per il Fine Gael alle elezioni parlamentari nel collegio di Dublino Nord-Ovest, ma non fu eletto. Dal 1978 al 1981 fece parte del comitato strategico del partito e coordinò il programma elettorale per le elezioni del 1981.

### Attorney general
Il 30 giugno 1981 Sutherland fu nominato attorney general dal governo irlandese. È stato la persona più giovane a rivestire l'incarico. Svolse l'incarico fino all'agosto 1982 e poi nuovamente dal dicembre 1982 fino alla fine del 1984. Nello stesso periodo Sutherland fece parte del Consiglio di stato della Repubblica d'Irlanda.

## Commissario europeo
Sutherland venne indicato come membro della Commissione Delors I ed entrò in carica il 6 gennaio 1985 come Commissario europeo per la Concorrenza, gli affari sociali e l'istruzione. Dopo l'ingresso della Spagna e del Portogallo nelle Comunità europee il 1º gennaio 1986 la distribuzione delle deleghe all'interno della Commissione venne parzialmente rivista, e Sutherland divenne commissario per la concorrenza e e le relazioni con il Parlamento europeo.
Come commissario per la concorrenza Sutherland impose alla società siderurgica belga Tubemeuse di restituire aiuti di stato illegali e sanzionò un cartello di quattro società olandesi di prodotti caseari. Presiedette il gruppo di esperti sul mercato interno che nel 1992 presentò alla Commissione europea il rapporto "The Internal Market after 1992: Meeting the Challenge", comunemente indicato come "Rapporto Sutherland". Come commissario per l'istruzione nel 1985 Sutherland curò l'istituzione del Progetto Erasmus.
Alla fine del mandato da commissario nel 1989 Sutherland venne nominato presidente del consiglio di Allied Irish Banks. Ricoprì l'incarico fino al 1993. Dal 1991 al 1996 fu presidente del consiglio dell'Istituto europeo di pubblica amministrazione di Maastricht.

## Presidente dell'Organizzazione Mondiale del Commercio
Nel 1993 Sutherland fu nominato direttore generale del GATT. Svolse l'incarico dal 13 luglio 1993 e gestì il passaggio dal GATT all'Organizzazione Mondiale del Commercio. Con la nascita di quest'ultima il 1º gennaio 1995 Sutherland ne divenne direttore generale. Terminò l'incarico il 1º maggio di quell'anno.
Come direttore generale del GATT Sutherland svolse un ruolo importante nella conclusione dei negoziati dell'Uruguay Round e dei negoziati tra Unione Europea e Stati Uniti sul commercio di prodotti agricoli

## Attività successive

### Attività nel settore privato e lobbying
Nel 1995 Sutherland fu nominato vicedirettore di British Petroleum, poi nel 1997 ne divenne presidente. Quando BP si fuse con Amoco nel 1998 Sutherland divenne presidente non esecutivo della società e lo rimase fino al 2009. È stato direttore non esecutivo del consiglio di Royal Bank of Scotland fino al fallimento della banca e alla sua nazionalizzazione nel febbraio 2009 ed dal 1995 è direttore non esecutivo di Goldman Sachs International. Fa parte del comitato di supervisione di Allianz e del comitato consultivo di Eli Lilly.
Sutherland è ritenuto un personaggio influente nella vita politica irlandese. Ha giocato un ruolo molto importante nella definizione delle politiche del governo irlandese per reagire alla crisi economica e finanziaria del 2008-2011.
Sutherland è membro del comitato direttivo del gruppo Bilderberg. Fa parte della Commissione Trilaterale, di cui ha presieduto la sezione europea dal 2001 al 2010. È membro del consiglio della fondazione del World Economic Forum.

### Consulenza per governi e organizzazioni internazionali
Nel gennaio 2006 Sutherland è stato nominato rappresentante speciale del segretario generale delle Nazioni Unite per le migrazioni. È ambasciatore di buona volontà per l'Organizzazione per lo sviluppo industriale delle Nazioni Unite. Ha rivelato di avere ricevuto due volte la proposta di rivestire l'incarico di Alto commissario delle Nazioni Unite per i rifugiati, ma di avere rifiutato entrambe le volte.
Sutherland ha presieduto il comitato consultivo dell'Organizzazione Mondiale del Commercio che nel 2005 ha pubblicato il rapporto "The Future of the World Trade Organisation". Sutherland ha co-presieduto un gruppo di esperti sul commercio istituito dai governi britannico, tedesco, turco e indonesiano per riflettere sulle prospettive del Doha Round del WTO, che ha pubblicato il rapporto “World Trade and the Doha Round”.
Dal 1998 al 2000 Sutherland ha presieduto il gruppo di esperti su Macao che ha consigliato il governo portoghese e che ha pubblicato il rapporto "Macau in the context of EU-China relations". Sutherland è consulente per l'amministrazione del patrimonio della Santa Sede.
Sutherland è stato per tre volte tra i possibili candidati per la presidenza della Commissione europea, senza successo. In un'intervista ha dichiarato "Ciò che ho desiderato guidare per tutta la mia vita è l'Europa [...] È così una grande idea. L'Europa è per me il più nobile processo politico degli ultimi 1000 anni". Ha dichiarato inoltre che gli piacerebbe ricoprire l'incarico di Alto rappresentante dell'Unione per gli affari esteri e la politica di sicurezza.

### Altre attività
Nel 2008 Sutherland è stato nominato presidente della London School of Economics. È presidente del Federal Trust e membro del comitato consultivo dell'European Policy Centre.
Dal 2001 al 2009 ha presieduto la sezione britannica dei Fondi per l'Irlanda.
Dal 2015 è presidente della Commissione cattolica internazionale per le migrazioni (ICMC).

## Pubblicazioni
- Premier Janvier 1993: Ce qui va changer en Europe (Parigi: Presses Universitaires de France, 1989)
- 21st Century Strategies of the Trilateral Countries: In Concert or Conflict, con Robert B. Zoellick e Hisashi Owada (Commissione Trilaterale, 1999)

## Vita personale
Sutherland era sposato e aveva tre figli.

## Curiosità
- Sutherland era appassionato di rugby, di cui era stato un buon giocatore in passato[3].

## Riconoscimenti
- Medaglia d'oro del Parlamento Europeo, 1988[16]
- First European Law Prize, 1988[16]
- Medaglia del decano, Wharton School della University of Pennsylvania, 1996[17]
- Laurea honoris causa, University of Reading, 1997[18]
- premio "David Rockefeller" per la leadership internazionale, Commissione Trilaterale, 1998[16]
- Laurea honoris causa, University of Exeter, 2000[19]
- Laurea honoris causa, University of Sussex, 2008[17]
- American Celtic Ball Honoree, 2008[20]
- Laurea honoris causa, Queen's University di Belfast[7]
- Membro della Royal Irish Academia[7]
- Membro onorario di Oxonia[16]
- Medaglia Robert Schuman[6]
- A Sutherland è intitolata la nuova sede della facoltà di giurisprudenza dell'University College Dublin[21]